# 埃德温·伊菲安尼
埃德温·伊菲安尼（Edwin Ifeanyi，1972年4月28日—）是一名已退役的喀麦隆足球运动员。曾在日本的足球聯賽效力，他還為喀麥隆國家足球隊出場2次。